# Kalaheo
Kalaheo és una concentració de població designada pel cens dels Estats Units a l'estat de Hawaii. Segons el cens del 2000 tenia 3.913 habitants.

## Demografia
Segons el cens del 2000, Kalaheo tenia 3.913 habitants, 1.428 habitatges, i 1.039 famílies La densitat de població era de 512,94 habitants per km².
Dels 1.428 habitatges en un 32,2% hi vivien nens de menys de 18 anys, en un 57,8% hi vivien parelles casades, en un 10,9% dones solteres, i en un 27,2% no eren unitats familiars. En el 20,2% dels habitatges hi vivien persones soles el 9,0% de les quals corresponia a persones de 65 anys o més que vivien soles. El nombre mitjà de persones vivint en cada habitatge era de 2,74 i el nombre mitjà de persones que vivien en cada família era de 3,18.
Per edats la població es repartia de la següent manera: un 24,6% tenia menys de 18 anys, un 7,4% entre 18 i 24, un 26,0% entre 25 i 44, un 27,2% de 45 a 64 i un 14,8% 65 anys o més.
L'edat mediana era de 40,2 anys. Per cada 100 dones hi havia 100,98 homes. Per cada 100 dones de 18 o més anys hi havia 98,72 homes.
La renda mediana per habitatge era de 57.813 $ i la renda mediana per família de 63.650 $. Els homes tenien una renda mediana de 40.951 $ mentre que les dones 31.477 $. La renda per capita de la població era de 23.501 $. Aproximadament l'1,5% de les famílies i el 2,4% de la població estaven per davall del llindar de pobresa.

## Poblacions més properes
El següent diagrama mostra les poblacions més properes.